# Ipotești (Olt)
Ipotești is een Roemeense gemeente in het district Olt.
Ipotești telt 1508 inwoners.